# Valorant
Valorant è un videogioco sparatutto in prima persona multigiocatore, sviluppato e prodotto da Riot Games per Microsoft Windows.
Annunciato inizialmente nell'ottobre del 2019 sotto il nome di Project A, il titolo è uscito in versione beta per utenti selezionati il 7 aprile 2020, con piani per la distribuzione finale il 2 giugno dello stesso anno.

## Modalità di gioco

Screenshot su PC

Valorant è uno sparatutto tattico che vede due squadre di cinque giocatori prendere il controllo di diversi personaggi, che differiscono per caratteristiche e abilità. Prima dell'inizio di ogni round, al giocatore viene fornita una quantità variabile di crediti, con cui è possibile acquistare dell'equipaggiamento costituito da armi da fuoco e abilità, che variano in base all'agente scelto. Gli oggetti comprati restano con il giocatore fino al loro consumo o alla morte del personaggio. I crediti variano in base alle statistiche ottenute nei vari round(uccisioni, assist...).

### Non competitiva
Nella modalità classica del videogioco, l'obiettivo è piazzare un esplosivo (spike) in uno dei siti presenti sulla mappa (che possono essere A, B o C) ed assicurarne la detonazione o di impedire quest'ultima, in base al ruolo della squadra di cui si fa parte. Le partite sono divise in 12 round di difesa e attacco, con un massimo di 25 scontri per partita. La prima squadra che si aggiudica 13 round vince.

### Assalto Spike
Nella modalità Assalto Spike, la prima squadra che vince 4 round vince la partita, fino ad un massimo di 7. L'equipaggiamento verrà fornito automaticamente ad ogni round, e ogni attaccante porta con sé una bomba. In giro per la mappa si trovano delle sfere di potenziamento che possono essere utilizzate per fornire alla propria squadra opportunità tattiche..

### Competitiva
Nella modalità Competitiva, una partita si svolge esattamente come se fosse una partita normale, con l'aggiunta di una graduatoria: una volta che il giocatore avrà giocato cinque partite di piazzamento, otterrà il proprio grado. A luglio 2020, il gioco vede aggiunta una condizione per le partite competitive: invece di giocare un singolo round se la partita arrivava a 12-12, le due squadre nei tempi supplementari si alterneranno i turni di gioco in attacco e difesa, fino a quando una squadra rivendica la vittoria se ha un vantaggio di due round (bo2). Ogni round straordinario dà ai giocatori la medesima quantità di denaro per l'acquisto di armi e abilità. Dopo aver concluso un round in attacco e difesa, i giocatori delle due squadre possono decidere se far terminare la partita con un pareggio; il prerequisito è un voto di 6 giocatori dopo il primo set, 3 dopo il secondo e uno solo per l'ultimo.

### Deathmatch
La modalità Deathmatch è composta da 12 giocatori, i quali dovranno affrontarsi l'uno contro l'altro allo scopo di raggiungere per primi le 40 uccisioni. In questo caso non saranno presenti le abilità peculiari di ogni personaggio, ma ognuno avrà a disposizione una scelta tra tutte le armi disponibili nel gioco e potrà cambiare il proprio inventario in seguito a ogni morte.

### Battaglia a palle di neve
Durante il periodo invernale, che secondo il gioco coincide con la stagione stessa, viene pubblicata una modalità a tempo limitato, ovvero "Battaglia a palle di neve". La formazione delle squadre rimane quella classica del gioco, con la differenza che gli agenti non dispongono delle loro abilità caratteristiche, ma possiedono un'arma speciale che consente di lanciare palle di neve. In questa modalità speciale, i giocatori possono vagare per una delle mappe di gioco alla ricerca di oggetti utili per sconfiggere gli avversari e ottenere vantaggi (di velocità, danno e visibilità) che scadono dopo un certo periodo.

## Agenti
Gli agenti sono i personaggi giocabili in Valorant. Ogni personaggio è inserito in una di quattro diverse classi o tipologie e ha un contratto unico. La classe in cui gli agenti sono inseriti riflette il loro set di abilità e il loro stile di gioco. Le classi sono quattro:
- Strateghi (Controllers), esperti nel dividere e manovrare i territori e preparare il proprio team al successo;
- Assassini (Duelists), agenti autosufficienti da il cui il team si aspetta, attraverso le loro abilità, una ricerca diretta dello scontro con gli altri agenti;
- Demolitori (Initiators), agenti che riescono ad analizzare o sgombrare territori affinché il proprio team possa appropriarsene;
- Guardiani (Sentinels), esperti difensori che riescono a tenere sotto controllo aree, guardare le spalle del proprio team, in entrambi i round di attacco e difesa.

Nuovi agenti vengono solitamente (ma non sempre) rilasciati con l'inaugurazione di nuovi Act o nuovi Episodi.

## Sviluppo
Valorant è stato sviluppato e pubblicato da Riot Games, conosciuti principalmente per essere gli sviluppatori di League of Legends. Lo sviluppo del videogioco iniziò nel 2014, nella divisione di Ricerca e sviluppo dell'azienda. Joe Ziegler, game director di Valorant, è stata la prima persona ad ideare nuovi possibili giochi con altri sviluppatori di Riot. David Nottingham è il game director del videogioco. Trevor Romleski, ex-designer di League of Legends e Salvatore Garozzo, ex-videogiocatore professionista e designer di mappe di Counter-Strike: Global Offensive, sono entrambi game designers di Valorant. Moby Francke, ex-sviluppatore della Valve, divenuto successivamente anche character designer per Half-Life 2 e Team Fortress 2, è il direttore artistico di Valorant. Il motore grafico utilizzato dal videogioco è Unreal Engine. Il gioco è stato sviluppato per permettere, anche a chi non può permettersi un computer potente di giocarci. Il 25 giugno 2020, la Riot Games con un aggiornamento del videogioco ha reintrodotto la modalità Competitiva, precedentemente già presente nella closed beta, con alcuni cambiamenti, ad esempio il grado massimo raggiungibile non si chiama più Valorant ma è stato rinominato in Radiante, tutte le icone dei vari gradi sono state rinnovate.

## Distribuzione
A ottobre 2019, in un primo annuncio il videogioco ha assunto il titolo provvisorio di Project A. Il 2 marzo 2020, è stato annunciato ufficialmente il gioco attraverso un gameplay su YouTube, chiamato The Round. La closed beta del videogioco è stata lanciata il 7 aprile 2020. Per avere la possibilità di ottenere una chiave di accesso anticipato per poter giocare durante il periodo della beta, i giocatori dovevano registrarsi sia sul sito ufficiale di Riot Games e sia sulla piattaforma di livestreaming Twitch. Valorant è stato pubblicato ufficialmente il 2 giugno 2020.

## Accoglienza
Sul sito web Metacritic, il gioco detiene un punteggio medio di 83 su 100, in base alle 14 recensioni, indicando un'accoglienza "generalmente favorevole".
Valorant è stato paragonato a Team Fortress 2 e Overwatch per le caratteristiche dello sparatutto a eroi e a Counter-Strike: Global Offensive per la modalità di gioco e gli elementi tattici.
Il videogioco è stato accolto con interesse da parte del pubblico. Nella prima giornata dopo la distribuzione iniziale della beta, i contenuti in live streaming di Valorant sulla piattaforma Twitch.tv hanno raggiunto un totale di 12,2 milioni di ore in visualizzazioni, registrando un nuovo record per il sito.

## Controversie
Sono state espresse critiche e perplessità in merito a Vanguard, il software utilizzato per bloccare l'utilizzo di trucchi, in quanto giudicato potenzialmente utilizzabile per ottenere dati sugli utenti anche per terze parti. L'azienda Riot Games ha negato la presenza di raccolte dati sui dispositivi dei giocatori, annunciando un programma Bug bounty per la dimostrazione di vulnerabilità del software.